# Dôme des Petites Rousses
Le dôme des Petites Rousses est un sommet de France situé en Isère, dans le massif des Grandes Rousses.

## Géographie
Avec 2 810 mètres d'altitude, le dôme constitue le point culminant des Petites Rousses, une montagne allongée du col du Couard au nord au rocher Tabeurle au sud. Son profil est dissymétrique avec de fortes pentes et des falaises dominant la vallée de l'Eau d'Olle à l'ouest et un plateau, le Plan des Cavalles, ainsi que le col du Lac Blanc à l'est. Son environnement est marqué par la présence de nombreux lacs d'origine glaciaire ou tectonique : Neyza, Jasse, Balme Rousse, Fare, Milieu et Blanc sur les plateaux à l'est de la montagne et au pied des plus hauts sommets des Grandes Rousses ainsi que les lacs Carrelet, Lamat, Faucille, Besson et Noir à ses pieds à l'ouest.
La montagne est intégrée au domaine skiable de l'Alpe d'Huez avec des pistes de ski et de nombreuses remontées mécaniques dont les téléphériques Alpette-Rousses et des Grandes-Rousses.

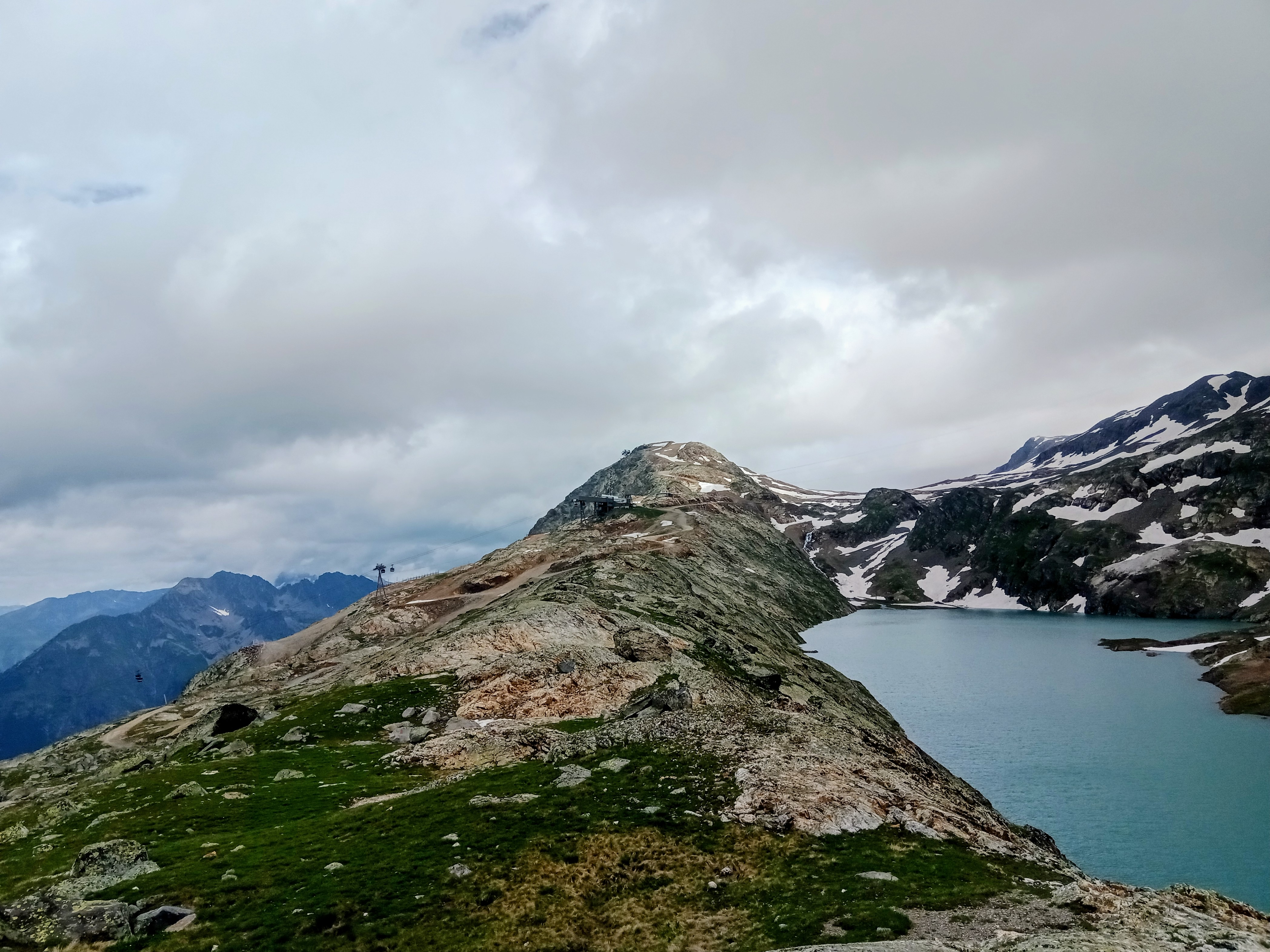
Le dôme des Petites Rousses, le col du Lac Blanc et le lac Blanc depuis le sud.

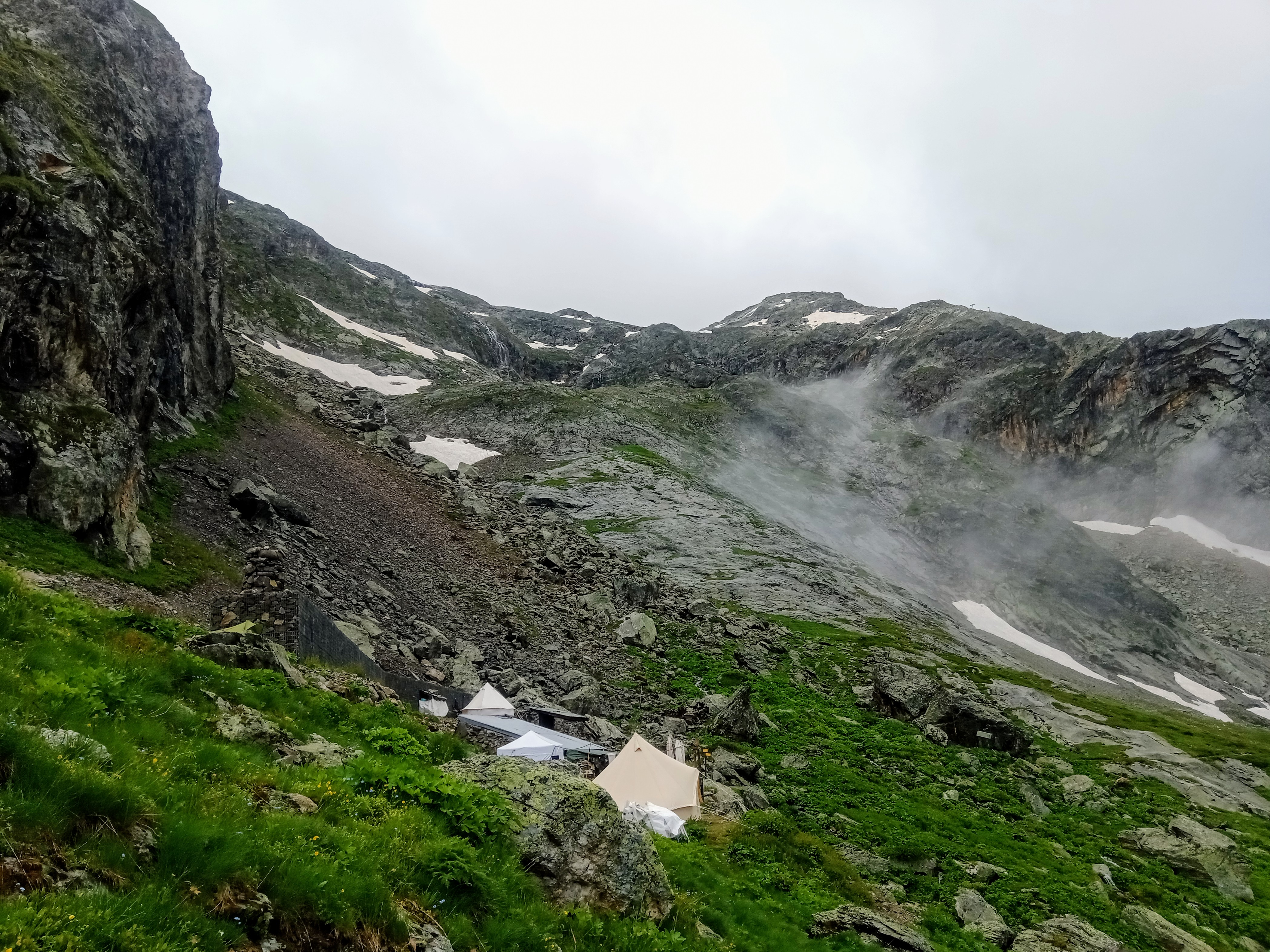
Le dôme des Petites Rousses depuis le refuge de la Fare au nord.

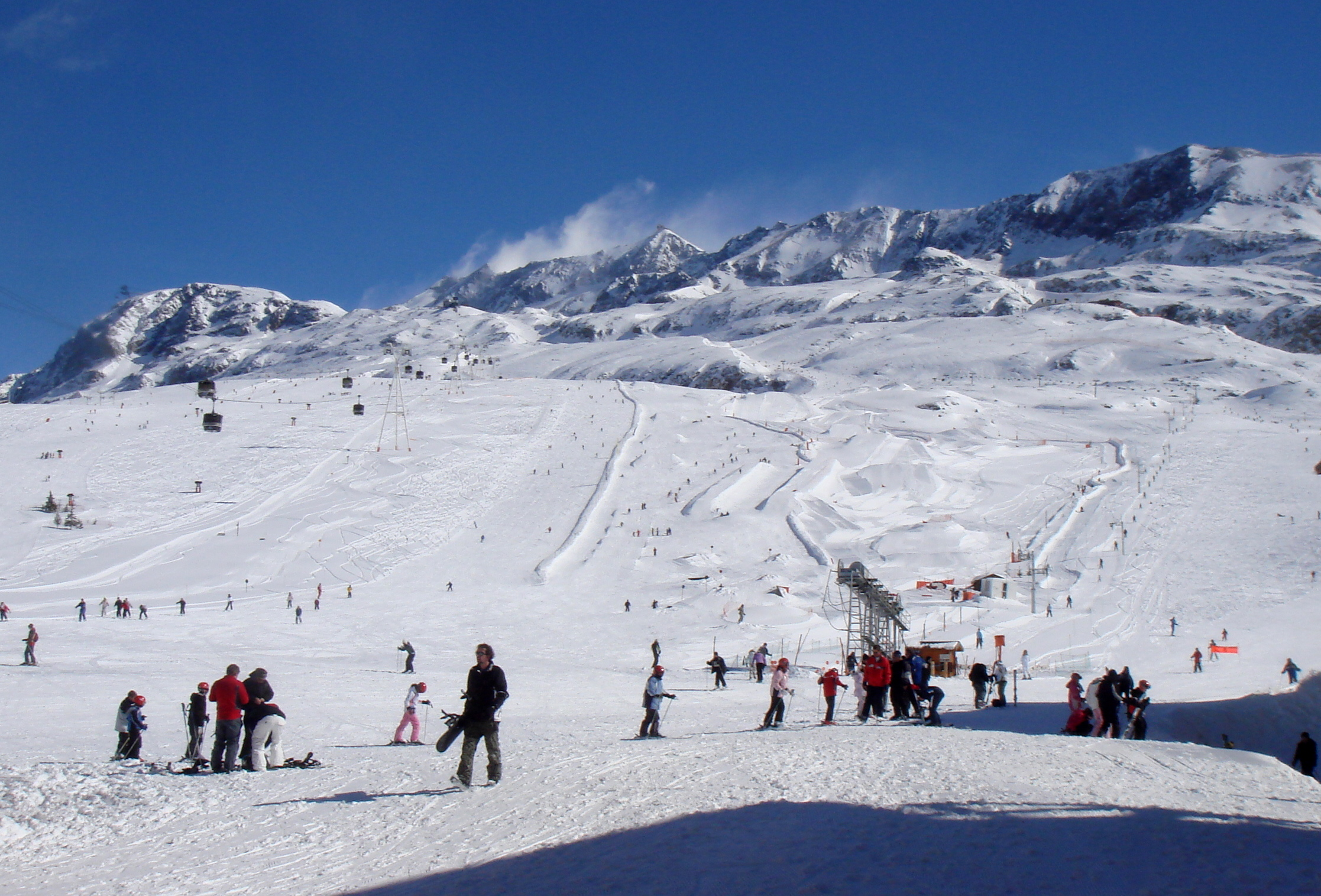
Vue hivernale des Petites Rousses et de son dôme à gauche dominées par les plus hauts sommets des Grandes Rousses depuis le front de neige de l'Alpe d'Huez au sud-ouest.